# Антонково (Пермский край)
Антонково — деревня в Берёзовском районе Пермского края. Входит в состав Дубовского сельского поселения.

## Географическое положение
Расположена на реке Сая (правый приток реки Шаква), к северо-западу от райцентра, села Берёзовка.
уличная сеть
- Зелёная ул.
- Мельничная ул.
- Нагорная ул.

## История
Согласно Закону Пермского края от 17 ноября 2011 года N 863-ПКфактически слившиеся деревни Антонково, Заречка и Рассохи Дубовского сельского поселения преобразованы в один населённый пункт деревня Антонково.

## Население
| 2010 |
| ---- |
| 135  |

## Топографические карты
- Лист карты O-40-79. Масштаб: 1 : 100 000. Издание 1980 г.